# Antoine Meillet
Paul Jules Antoine Meillet, pe scurt: Antoine Meillet, (n. 11 noiembrie 1866, Moulins, Auvergne, Franța – d. 21 septembrie 1936, Châteaumeillant, Centre-Val de Loire, Franța) este principalul lingvist francez al primelor decenii din secolul al XX-lea.

## Biografie
De origine bourboneză, fiu al unui notar din Châteaumeillant, Cher, Antoine Meillet își face studiile secundare la Liceul Théodore-de-Banville din Mouins, Allier. Student la Facultatea de Litere din Paris, începând din 1885,  a urmat cursurile lui Louis Havet, la Sorbona, ale lui Michel Bréal la Collège de France și ale lui Ferdinand de Saussure la École pratique des hautes études. După Saussure, asigură cursul de gramatică comparată, pe care îl completează, începând din 1894, printr-o conferință despre iraniană. 
În 1887 Antoine Meillet își susține teza de doctorat în litere: Recherches sur l'emploi du génitif-accusatif en vieux-slave. În 1905, ocupă catedra de gramatică comparată la Collège de France, unde își consacră cursurile istoriei și structurii limbilor indo-europene.

## Opere principale
- Esquisse d'une grammaire comparée de l'arménien classique, 1903.
- Introduction à l'étude comparative des langues indo-européennes, 1903.
- Les dialectes indo-européens, 1908.
- Aperçu d'une histoire de la langue grecque, 1913.
- Altarmenisches Elementarbuch, 1913. Heidelberg
- Linguistique historique et linguistique générale, 1921.
- Les origines indo-européennes des mètres grecs, 1923.
- Esquisse d'une histoire de la langue latine, 1928. Éd. Klincksieck, ISBN 2-252-01871-2
- La méthode comparative en linguistique historique, 1928.
- Dictionnaire étymologique de la langue latine, 1932 (en collab. avec Alfred Ernout (1879-1973), éd. augmentée, par Jacques André (1910-1994), Paris : Klincksieck, 2001, ISBN 2-252-03359-2 Notice n° : FRBNF37707942)